# طوف تشندار ماغر (بهمئي غرمسيري الجنوبي)
طوف تشندار ماغر (بالفارسية: طوف چندارماغر) هي قرية تقع في إيران في قسم بهمئي غرمسیري الجنوبي الريفي.